# Makoto Togashi
Makoto Togashi (Prefettura di Miyagi, 1973) è un'attrice giapponese.

## Filmografia

### Film
- Miss Zombie (2013)
- Guilty of Romance (2011)
- Kogoeru kagami (2008)
- Kiraware Matsuko no isshô (2006)
- Inugami - Le divinità maligne (2001)
- Tojiru hi (2000)
- Tomie: Replay (2000)
- Tabù - Gohatto (1999)
- Inu hashiru (1998)
- Cure (1997)

### Serie Televisive
- Tokubô - Keisatsuchô Tokushu Bôhan-ka (2014)
- Tsugunai (2012)
- Aibô (2006)